# Сухий (зупинний пункт)
Сухи́й — пасажирський залізничний зупинний пункт Полтавської дирекції Південної залізниці на електрифікованій лінії Полтава-Південна — Берестин між станціями Селещина (15 км) та Карлівка (10 км). Розташований поблизу сіл Сахнівщина та Калинівка Полтавського району Полтавської області. 
На платформі зупиняються приміські електропоїзди сполученням Полтава-Південна — Лозова.